# Reckoning
Reckoning —titulado alternativamente: File Under Water— es el segundo álbum de estudio de la banda estadounidense de rock alternativo R.E.M., lanzado en 1984 a través de I.R.S. Records. Producido por Mitch Easter y Don Dixon, se grabó en el Reflection Sound Studio en Charlotte, Carolina del Norte en 16 días entre diciembre de 1983 y enero de 1984. Dixon y Easter intentaron capturar el sonido de las interpretaciones en directo del grupo y usaron una técnica de grabación binaural en varias canciones. El cantante Michael Stipe empleó temáticas más oscuras en sus letras y las imágenes relacionadas con el agua son un tema recurrente en el disco. El álbum recibió elogios de la crítica y llegó al puesto 27 en los Estados Unidos, donde recibió un disco de oro otorgado por la RIAA en 1991 y llegó al número 91 en el Reino Unido.

## Contexto y producción

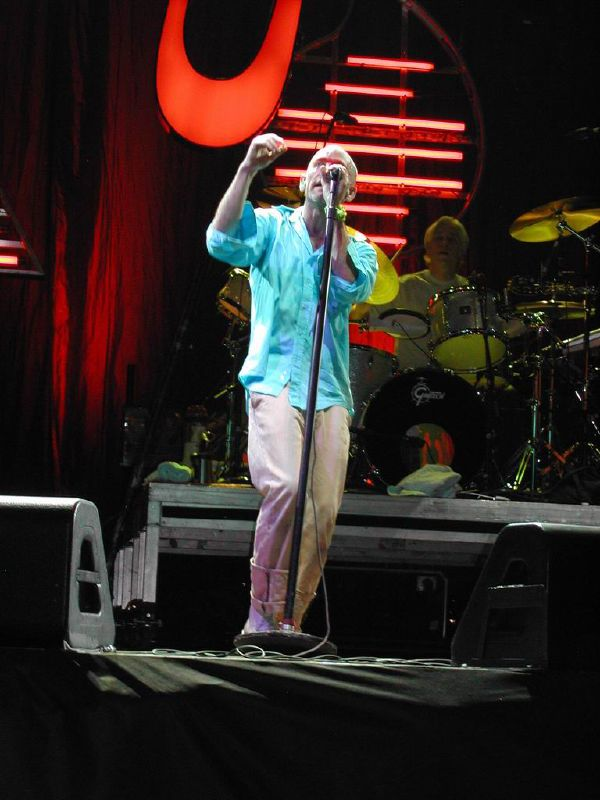
Las sesiones fueron difíciles para el cantante Michael Stipe, ya que estaba extenuado debido a la gira de 1983 del grupo

. Tras estrenar su álbum Murmur (1983) y recibir elogios de la crítica, R.E.M. comenzó rápidamente a trabajar en su segundo álbum. El grupo compuso gran cantidad de nuevo material; el guitarrista Peter Buck recuerda: «Estábamos atravesando esa racha en la que componíamos dos canciones buenas por semana. [...] Simplemente queríamos hacerlo; al momento que tuviéramos un puñado de canciones nuevas, ya era tiempo de grabarlas». Debido al número de temas nuevos que el grupo tenía, Buck intentó infructuosamente convencer a todos de hacer del nuevo disco un álbum doble. En noviembre de 1983, la banda había grabado 22 canciones en una sesión con el productor de Neil Young Elliot Mazer en San Francisco. Si bien Mazer se consideró por poco tiempo un candidato para producir el siguiente álbum del grupo, R.E.M. decidió finalmente trabajar de nuevo con los productores de Murmur, Mitch Easter y Don Dixon.
La banda comenzó a grabar Reckoning en el Reflection Sound Studio en Charlotte, Carolina del Norte el 8 de diciembre de 1983. El grupo grabó el álbum en dos etapas de ocho días hacia la Navidad de 1983, separadas por dos semanas en las que se suspendió el trabajo, lo que permitió a la banda realizar un concierto en Greensboro (Carolina del Norte), ver una película y filmar un video en el estudio. Si bien en el diario del estudio se registran 16 días de grabación, en los créditos del álbum se afirma que se grabó en 14 días, mientras que en las entrevistas a veces Buck comentaba que el trabajo tomó once días. Ambos productores discutieron esto; Dixon insistió en que estuvieron en el estudio por lo menos 25 días —en los que tenía jornadas de 18 horas— y Easter afirmó: «Cuando leí "once días" pensé: "¡Qué carajo!" Fueron veinte días, lo que también es [un tiempo] corto, pero no once».
Durante la grabación existió presión de I.R.S. Records para intentar hacer el álbum más comercial. La discográfica envió mensajes a Easter y Dixon, quienes dijeron a la banda que los ignorarían. Si bien ambos respetaban al presidente de I.R.S. Jay Boberg, expresaron espanto ante los comentarios que hizo cuando los visitó en el último día de las sesiones. Dixon llamó a Boberg un «despistado de las compañías discográficas», mientras que Easter dijo: «Me llevo bien con Jay Boberg [...] pero cada tanto expresa una opinión que me hace pensar "¡Dios! ¡Mierda!", porque me suena realmente adolescente». Buck dijo que estaba agradecido de que los productores actuaran de intermediario entre la banda y el sello. Comentó que «llegó hasta el punto de que si bien respeto a los tipos de I.R.S., básicamente tratamos de registrar las grabaciones [de forma] que ellos no supieran que estábamos grabando» y explicó que en parte las razones de que R.E.M. grabase el disco tan rápido fueron que el grupo deseaba terminar antes de que los representantes de la discográfica se presentaran a escucharlo.
Las sesiones de grabación fueron difíciles para el vocalista Michael Stipe, quien, dentro de la banda, estaba particularmente extenuado por el programa de la gira de 1983 del grupo. Obtener tomas de Stipe que se pudieran utilizar fue difícil; Dixon recuerda que se reunían al mediodía antes de que llegara el resto de la banda, pero que «estaba como cerrado, fue difícil hacer que se abriera». Durante la grabación de «7 Chinese Brothers», Stipe cantaba en un volumen tan bajo que Dixon no lo podía escuchar en la cinta. Frustrado, el productor subió una escalera encima de la que estaba la cabina de Stipe y trajo un disco de góspel llamado The Joy of Knowing Jesus de The Revelaires, que entregó al cantante para inspirarlo. Stipe comenzó a leer las notas del álbum en forma audible, lo que permitió a Dixon continuar con la grabación de la parte vocal de «7 Chinese Brothers» en forma apropiada. La toma inicial de la lectura se lanzó posteriormente como «Voice of Harold» en Dead Letter Office.

## Contenido musical

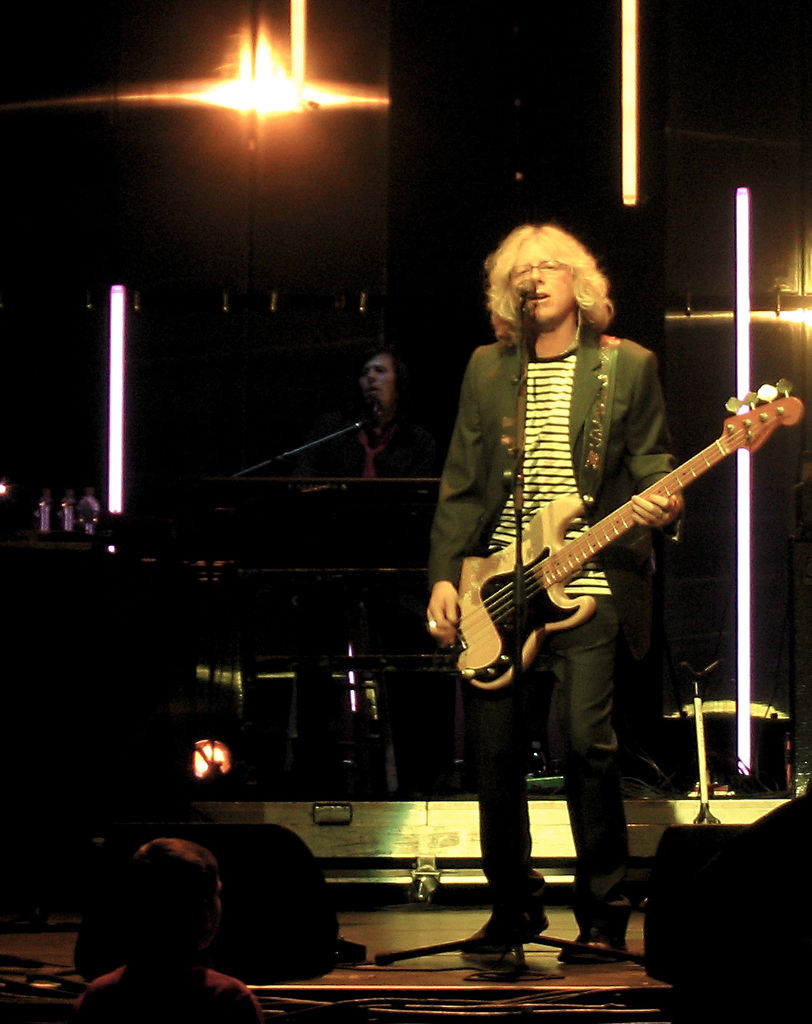
La técnica de grabación binaural permitió que la voz del bajista Mike Mills se escuchara a mayor volumen.

En Reckoning, Dixon y Easter buscaron capturar la energía del sonido en directo de R.E.M. Dixon no había visto a la banda tocar en directo antes de trabajar en Murmur; tras hacerlo, tuvo una visión más acertada de los puntos fuertes y débiles de la banda. Dixon quiso que las guitarras sonaran más similares a como la hacían en los conciertos, pero hubo resistencia por parte del grupo y la discográfica. Sin embargo, en el tiempo que R.E.M. empezó a grabar, Dixon dijo que el grupo «quería rockear un poco más».
Dixon estaba enamorado de la técnica de grabación binaural e hizo amplio uso de ella en el álbum. Easter recuerda que Dixon «hizo esta clase de cabeza de maniquí con una caja de cartón y puso dos micrófonos en ella» para grabar al grupo. En la opinión de Easter, el método hizo que las partes del baterista Bill Berry tuvieran un «sonido más fresco». Este tipo de grabación también permitió que la voz del bajista Mike Mills sonara fuerte sin tapar la de Stipe. Dixon explicó que «Mike Mills solía cantar a doce o quince pasos de los micrófonos que grababan su parte, pero como estaba en un estudio con campo binaural, tendemos a escucharlo detrás [de Stipe]».
El biógrafo David Buckley comentó: «Mientras que la música dejó de tener esa vaga sensación de falta de aire de Murmur, su temática era un poco más oscura». Buck comentó en una entrevista de 1988 que las imágenes sobre el agua eran abundantes en el álbum. Buckley interpretó que estas imágenes representan el cambio que el repentino éxito de la banda produjo, como así la cambiante escena musical de Athens, Georgia, su ciudad natal. La canción «Camera» hace referencia a un amigo del grupo de Athens que murió en un accidente automovilístico. Easter comentó: «La voz de Stipe estaba muy expuesta en el tema y debido a eso, realmente podía mostrar algunas imperfecciones técnicas con respecto al tono». El productor trató de que Stipe cantara una toma mejor, pero el cantante estaba concentrado en transmitir correctamente el mensaje de la canción y llegado un punto se negó a seguir grabando. Si bien muchas canciones del álbum eran composiciones nuevas, algunas habían estado en el programa de conciertos de R.E.M. durante años. En particular, «Pretty Persuasion» y «(Don't Go Back To) Rockville» se había tocado desde octubre de 1980. La banda era reacia a grabar la primera, ya que la consideraba demasiado vieja, pero Dixon y Easter convencieron al grupo para hacerlo. R.E.M. originalmente quería lanzar «(Don't Go Back to) Rockville» como un sencillo sin álbum entre Reckoning y su siguiente disco. Cuando la grabó para el álbum, el grupo arregló la canción y le dio un estilo de música country en tributo a su abogado Bertis Downs, IV, un fan de dicho tipo de música.

## Diseño de la portada
Para la carátula de Reckoning, Stipe dibujó una serpiente de dos cabezas, que luego entregó al artista Howard Finster para que la pintara por dentro. Stipe afirmó que la imagen fue un intento de definir los elementos del disco y explicó: «Parte de él son las rocas, parte de él es el sol y parte de él es el cielo». El resultado final se consideró una desilusión, debido a que Stipe debió trabajar con Finster a distancia y la reproducción del dibujo para la portada del álbum fue problemática. En el lomo de la edición en vinilo se puede leer la frase «File Under Water» («archivo bajo el agua»). Stipe dijo a NME en 1984 que ese es el verdadero título del álbum. Añadió: «En Estados Unidos, ambos títulos están en el lomo y [no hay] nada en la portada. Aquí [en el Reino Unido] insistieron que Reckoning debe ir en la carátula». En vez de etiquetar los lados del disco como «cara uno» y «cara dos», se designaron como «L» y «R» respectivamente.

## Lanzamiento y recepción de la crítica
Reckoning se lanzó el 9 de abril de 1984 en el Reino Unido y el 17 de abril en los Estados Unidos. El álbum alcanzó rápidamente la cima de las listas de airplay de las radios universitarias, cuyo público estaba esperando el disco. Sin embargo, la banda no tenía mucha presencia en radios comerciales o MTV en este punto. En lugar de seguir la costumbre de la industria musical de esperar que las radios del mainstream eligieran transmitir la música de la banda, I.R.S. esperaba «convencer a los programadores reacios a añadir al grupo [a su lista de reproducción] señalando la respuesta de la prensa, la reacción del público a las interpretaciones en directo locales y la cantidad de ventas», según un artículo publicado en Los Angeles Times en julio de 1984. El primer sencillo del álbum, «So. Central Rain (I'm Sorry)» se lanzó en mayo y llegó al puesto 85 en la lista Billboard Hot 100. Un segundo sencillo, «(Don't Go Back To) Rockville» salió a la venta en agosto pero, a diferencia de su predecesor, no ingresó en las listas. Al cumplirse un mes desde su lanzamiento, Reckoning llegó al puesto 27 del Billboard 200 y permaneció en la lista cerca de un año. Si bien el posicionamiento en las listas del álbum en Estados Unidos fue inusualmente alto para una banda universitaria en aquel momento, la escasa radiodifusión y la poca distribución en el extranjero hizo que se ubicara en el puesto 91 en el Reino Unido. En 1991, el disco recibió un disco de oro por la venta de 500 000 copias otorgado por la RIAA.
La revista Rolling Stone otorgó a Reckoning un puntaje de cuatro sobre cinco estrellas. El crítico Christophen Connelly comentó que en comparación con Murmur «el sonido en general es más nítido; las letras, de lejos más comprensibles. Si bien el álbum no representa ningún gran avance para la banda, los puntos fuertes considerables de R.E.M. —el rasgueo sin descanso de Buck, la forma excepcional de tocar el bajo de Mike Mills y el barítono nostálgicamente triste de Stipe— permanecen intactos». Sin embargo, Connelly consideró que las «divagaciones erráticas» de Stipe eran un impedimento para la banda, que «hace que R.E.M. no trascienda el estatus de [ser una banda de] culto». No obstante, concluyó: «La música de R.E.M. es capaz de involucrar al oyente a nivel emocional e intelectual». Joe Sasfy de The Washington Post consideró que las canciones del álbum «superan incluso a las composiciones sobresalientes de Murmur» y afirmó que «no hay una banda estadounidense que se merezca ser seguida tanto como R.E.M.». El crítico Mat Snow de NME comentó que Reckoning «confirma a R.E.M. como uno de los grupos más bellamente emocionantes del planeta» y llamó al disco «otro clásico». El álbum se ubicó en el sexto puesto de la encuesta anual de críticos Pazz & Jop de The Village Voice en 1985. La reedición lanzada en Gran Bretaña en 1992 incluye cinco pistas adicionales. En 2009 se lanzó una versión de lujo remasterizada por el 25º aniversario del álbum, que además contiene un disco adicional que presenta un concierto grabado en el Aragon Ballroom de Chicago que data del 7 de julio de 1984.

## Left of Reckoning
Impaciente por explorar el campo de los videos musicales, Stipe buscó una financiación garantizada para crear un cortometraje que acompañaría la primera cara de Reckoning. La idea de Stipe era filmar el proyecto en la Whirlgig Farm del escultor Rubin Miller y contrató al cineasta de Athens James Herbert para que lo dirija. En marzo de 1984, R.E.M. filmó Left of Reckoning en dicha granja en Rabbitstown, Georgia. El cortometraje recibió su título por el hecho de que su banda sonora consiste en seis canciones que aparecen en el lado «L» (izquierdo) de la versión en disco de vinilo del álbum: «Harborcoat», «7 Chinese Brothers», «So. Central Rain (I'm Sorry)», «Pretty Persuasion», «Time After Time (AnnElise)» y «Second Guessing». A diferencia de las tradicionales imágenes de los videos musicales, el cortometraje consiste principalmente en planos de los miembros de la banda paseando por la granja; se utilizaron primeros planos, planos de perfil y efectos de cámara lenta. Herbert empleó la técnica de la refotografía durante el proceso de edición, lo que significó tomar fotografías de algunos fotogramas al azar y además, reorganizar las imágenes sin tomar en cuenta la narrativa. Según Buck: «Fue realmente barato de hacer y en cierto modo divertido. Simplemente pedimos [a Herbert] que editara algo de cuatro minutos de duración, pero estaba acostumbrado a hacer cortometrajes de veinte minutos, esa es la duración con la que trabaja. Simplemente hizo este cortometraje que acompaña la primera cara del disco». Si bien MTV no lo transmitió en su totalidad, el programa del canal The Cutting Edge, creado por I.R.S. transmitió el segmento de «Time After Time (AnnElise)» y el fragmento de «Pretty Persuasion» se emitió en otros programas de música.

## Lista de canciones
Todas las canciones escritas y compuestas por Michael Stipe, Bill Berry, Peter Buck y Mike Mills. 
| Cara uno o «L» |                                |          |  |
| N.º            | Título                         | Duración |  |
| 1.             | «Harborcoat»                   | 3:54     |  |
| 2.             | «7 Chinese Brothers»           | 4:18     |  |
| 3.             | «So. Central Rain (I'm Sorry)» | 3:15     |  |
| 4.             | «Pretty Persuasion»            | 3:50     |  |
| 5.             | «Time After Time (AnnElise)»   | 3:31     |  |

| Cara dos o «R» |                                |          |  |
| N.º            | Título                         | Duración |  |
| 1.             | «Second Guessing»              | 2:51     |  |
| 2.             | «Letter Never Sent»            | 2:59     |  |
| 3.             | «Camera»                       | 5:52     |  |
| 4.             | «(Don't Go Back To) Rockville» | 4:32     |  |
| 5.             | «Little America»               | 2:58     |  |

| Pistas adicionales del relanzamiento de 1992 de I.R.S. |                                                |          |  |
| N.º                                                    | Título                                         | Duración |  |
| 1.                                                     | «Wind Out (With Friends)»                      | 1:58     |  |
| 2.                                                     | «Pretty Persuasion» (en directo en el estudio) | 4:01     |  |
| 3.                                                     | «White Tornado» (en directo en el estudio)     | 1:51     |  |
| 4.                                                     | «Tighten Up» (Archie Bell y Billy Butler)      | 4:08     |  |
| 5.                                                     | «Moon River» (Henry Mancini y Johnny Mercer)   | 2:21     |  |

| Disco adicional de la edición de lujo de 2009 |                                |          |  |
| N.º                                           | Título                         | Duración |  |
| 1.                                            | «Femme Fatale» (Lou Reed)      | 3:19     |  |
| 2.                                            | «Radio Free Europe»            | 3:54     |  |
| 3.                                            | «Gardening at Night»           | 3:38     |  |
| 4.                                            | «9–9»                          | 2:48     |  |
| 5.                                            | «Windout»                      | 2:13     |  |
| 6.                                            | «Letter Never Sent»            | 3:03     |  |
| 7.                                            | «Sitting Still»                | 3:13     |  |
| 8.                                            | «Driver 8»                     | 3:28     |  |
| 9.                                            | «So. Central Rain»             | 3:23     |  |
| 10.                                           | «7 Chinese Brothers»           | 4:27     |  |
| 11.                                           | «Harborcoat»                   | 4:34     |  |
| 12.                                           | «Hyena»                        | 3:26     |  |
| 13.                                           | «Pretty Persuasion»            | 3:49     |  |
| 14.                                           | «Little America»               | 3:23     |  |
| 15.                                           | «Second Guessing»              | 3:07     |  |
| 16.                                           | «(Don't Go Back To) Rockville» | 4:30     |  |

## Créditos
| R.E.M. - Bill Berry – batería, percusión, segunda voz - Peter Buck – guitarra - Mike Mills – bajo eléctrico, voz, piano - Michael Stipe – voz, armónica | Músicos adicionales - Bertis Downs – armonías vocales en «Windout (With Friends)» - Jefferson Holt – voz principal en «Windout (With Friends)» Producción - Don Dixon – Coproductor - Mitch Easter – coproductor - Howard Finster – director artístico |  |

## Posición en las listas
| Año  | Listas         | Posición más alta |
| ---- | -------------- | ----------------- |
| 1984 | Billboard 200  | 27                |
| 1984 | UK Album Chart | 91                |